# Стоян Георгиев (Пехчево)
Стоян Георгиев Стоянов – Ильовски е български революционер, деец на Вътрешната македонска революционна организация.

## Биография
Стоян Георгиев е роден през 1883 година в град Пехчево, тогава в Османската империя, днес в Северна Македония. Присъединява се към ВМРО и действа като малашевски войвода. Умира през 1922 година в Горноджумайско в междуособица.